# Cámenca
Cámenca (en rumano: Camenca; en ruso: Каменка, romanizado: Kamenka; en ucraniano: Кам'янка, romanizado: Kamyanka) es una ciudad ubicada la orilla oriental de río Dniéster, parte de la parcialmente reconocida República de Transnistria, y capital del distrito homónimo, aunque de iure pertenece a Moldavia.

## Geografía
Se encuentra a una altitud de 36 m sobre el nivel del mar. 

## Historia
| Pertenencias históricas |
| - República de las Dos Naciones: 1609-1672 - Corona de Polonia ———————————————————————————— - Imperio Otomano: 1672-1699 ———————————————————————————— - República de las Dos Naciones: 1699-1793 - Corona de Polonia ———————————————————————————— - Imperio ruso: 1793-1917 ———————————————————————————— - República rusa: 1917 ———————————————————————————— - Unión Soviética: 1917-1941 - RSS de Rusia (1917-1918) - RSS de Ucrania (1920-1924) - RASS de Moldavia (1924-1940), parte de la RSS de Ucrania - RSS de Moldavia (1940-1941) - RSS de Moldavia (1944-1991) ———————————————————————————— - Reino de Rumania: 1941-1944 - Gobernación de Transnistria ———————————————————————————— - Unión Soviética: 1944-1991 - RSS de Moldavia (1944-1991) ———————————————————————————— - Moldavia (de iure)/ Transnistria (de facto): desde 1991 |

La ciudad fue fundada en 1608. En el siglo XVII estaba ubicada en el voivodato de Brátslav de la República de las Dos Naciones y era propiedad de un magnate polaco de la familia Koniecpolski. En 1672, según el tratado de paz de Buczacz, junto con Podolia, quedó bajo el dominio del Imperio otomano, y después del tratado de Karlowitz de 1699, regresó a Polonia. En ese momento, pertenecía al Maestro Jan Aleksander Koniecpolski. Durante la segunda partición de Polonia, fue ocupada por el Imperio ruso. Como parte de Rusia, el pueblo se incluyó en la región de Olgopol de la gobernación de Podolia. En 1803 se construyó un palacio en el pueblo.
De 1924 a 1940, Cámenca formó parte de la RASS de Moldavia, y luego hasta 1991, fue parte de la República Socialista Soviética de Moldavia, a excepción de 1941-1944, cuando formó parte de la gobernación de Transnistria.
El distrito de Cámenca se formó el 10 de enero de 1969 por Decreto del Presidium del Consejo Supremo de la RSS de Moldavia. Con el colapso de la URSS y la guerra de Transnistria (1992), Cámenca quedó bajo control separatista. En 2002, Cámenca recibió el estatus de ciudad y es  el centro administrativo del distrito homónimo.

## Demografía
La evolución demográfica de Cámenca entre 1939 y 2019 fue la siguiente:
| 7371                                 | 11 712 | 10 323 | 9543 | 8871 | 8705 |
| (Fuente: Population of Transnistria) |        |        |      |      |      |

La composición étnica de la población según el censo de 2004 era:
|              | 1939      | 1939       | 2004      | 2004       |
| Grupo étnico | Población | Porcentaje | Población | Porcentaje |
| ------------ | --------- | ---------- | --------- | ---------- |
| Moldavos     | 3866      | 52,45%     | 5288      | 51,23%     |
| Rusos        | 261       | 3,54%      | 1305      | 12,64%     |
| Ucranianos   | 1892      | 25,69%     | 3476      | 33,67%     |
| Polacos      | 24        | 0,32%      | -         | -          |
| Búlgaros     | 4         | 0,05%      | 35        | 0,34%      |
| Bielorrusos  | -         | -          | 61        | 0,59%      |
| Gagaúzos     | -         | -          | 32        | 0,31%      |
| Alemanes     | 9         | 0,12%      | 23        | 0,22%      |
| Judíos       | 1283      | 17,40%     | 8         | 0,08%      |
| Otros        | 32        | 0,43%      | 95        | 0,92%      |
| Total        | 7 371     | 100%       | 10 323    | 100%       |

## Economía
La mayoría de la población trabaja en las empresas del complejo de construcción y procesamiento, emprendimiento y agricultura. La ciudad cuenta con una fábrica de mantequilla (no funciona), una fábrica de conservas de frutas y verduras y una panadería (no funciona). En Cámenca hay un conocido complejo turístico: el sanatorio "Dniéster", el más grande de toda Transnistria. 

## Infraestructura

### Arquitectura, monumentos y lugares de interés
La ciudad tiene un museo histórico y de tradiciones locales.

### Educación
La ciudad cuenta con 3 escuelas secundarias y una escuela primaria. Existe una escuela técnica agrícola que forma especialistas en el campo de la viticultura, ordenamiento territorial, construcción, fruticultura y silvicultura. 

### Transporte
Cámenca está conectada con los asentamientos de Transnistria y la orilla derecha de Moldavia por autobús, y también hay conexiones de autobús con las ciudades de Ucrania. Las rutas de autobús de Tiráspol a Rusia y otros países europeos pasan por la ciudad. Anteriormente, había una estación de tren cerca de la ciudad, que estaba conectada por una línea ferroviaria de vía estrecha con Rudnytsia (era una rama del ferrocarril de vía estrecha Gaivoron). Ahora, la mayoría de los residentes de la ciudad utilizan las estaciones de Rudnytsia y Vapnyarka. La ciudad también tenía un aeropuerto ya cerrado.
En 1972, se construyó un puente sobre el Dniéster, que ahora separa la orilla derecha de Moldavia de la no reconocida Transnistria. Del lado de Kamianka hay un puesto de control, al otro lado del puente hay un puesto de control aduanero de la República de Moldavia (el pueblo de Seneteuca, distrito de Florești).

## Personas ilustres
- Nicolae Coval (1904-197): político soviético moldavo que fue primer ministro de la RSS de Moldavia (1945-1946).
- Pyotr Vershigora (1905-1963): escritor soviético y uno de los líderes del movimiento partisano soviético en Ucrania, Bielorrusia y Polonia.

## Galería

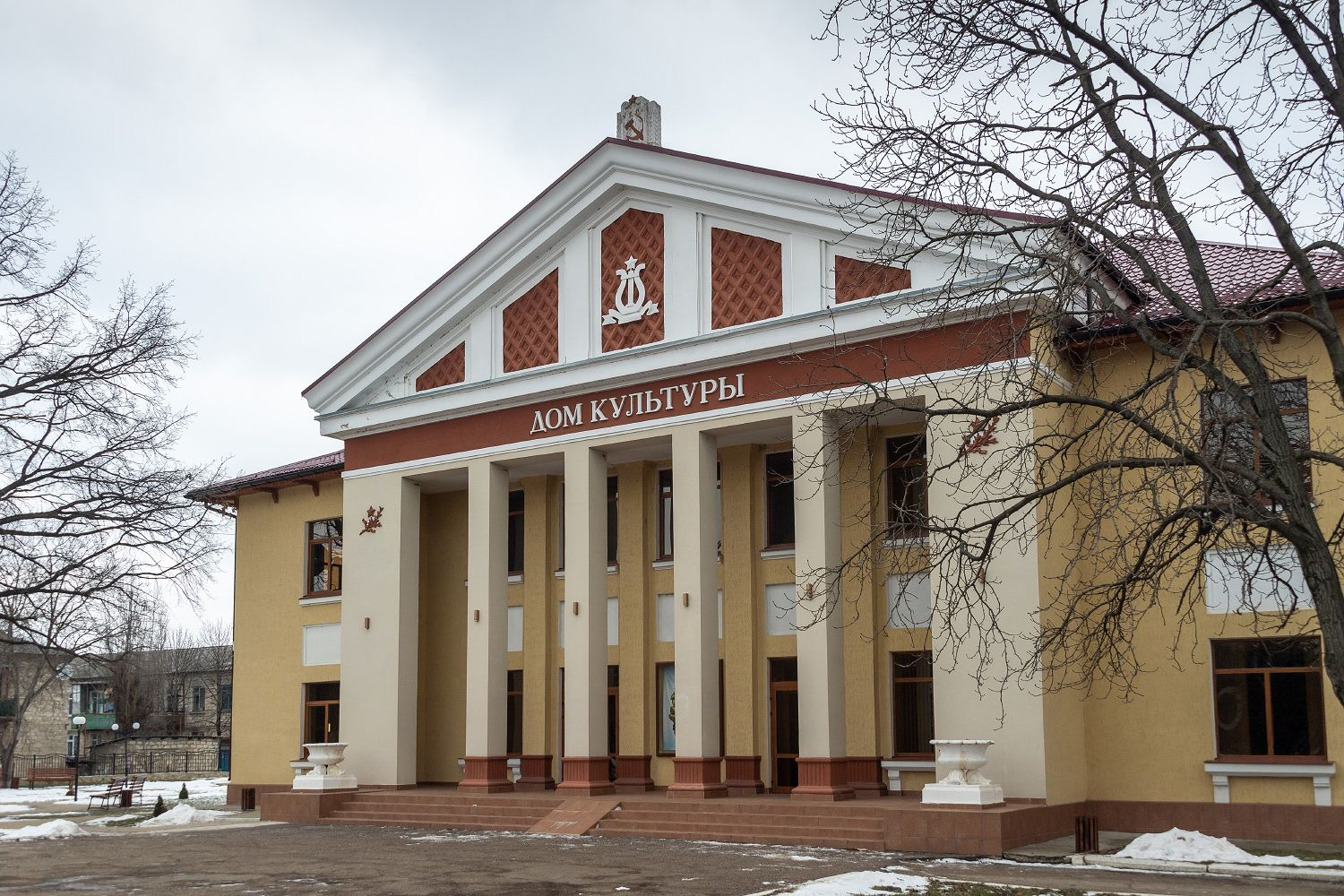
Casa de la cultura de Cámenca
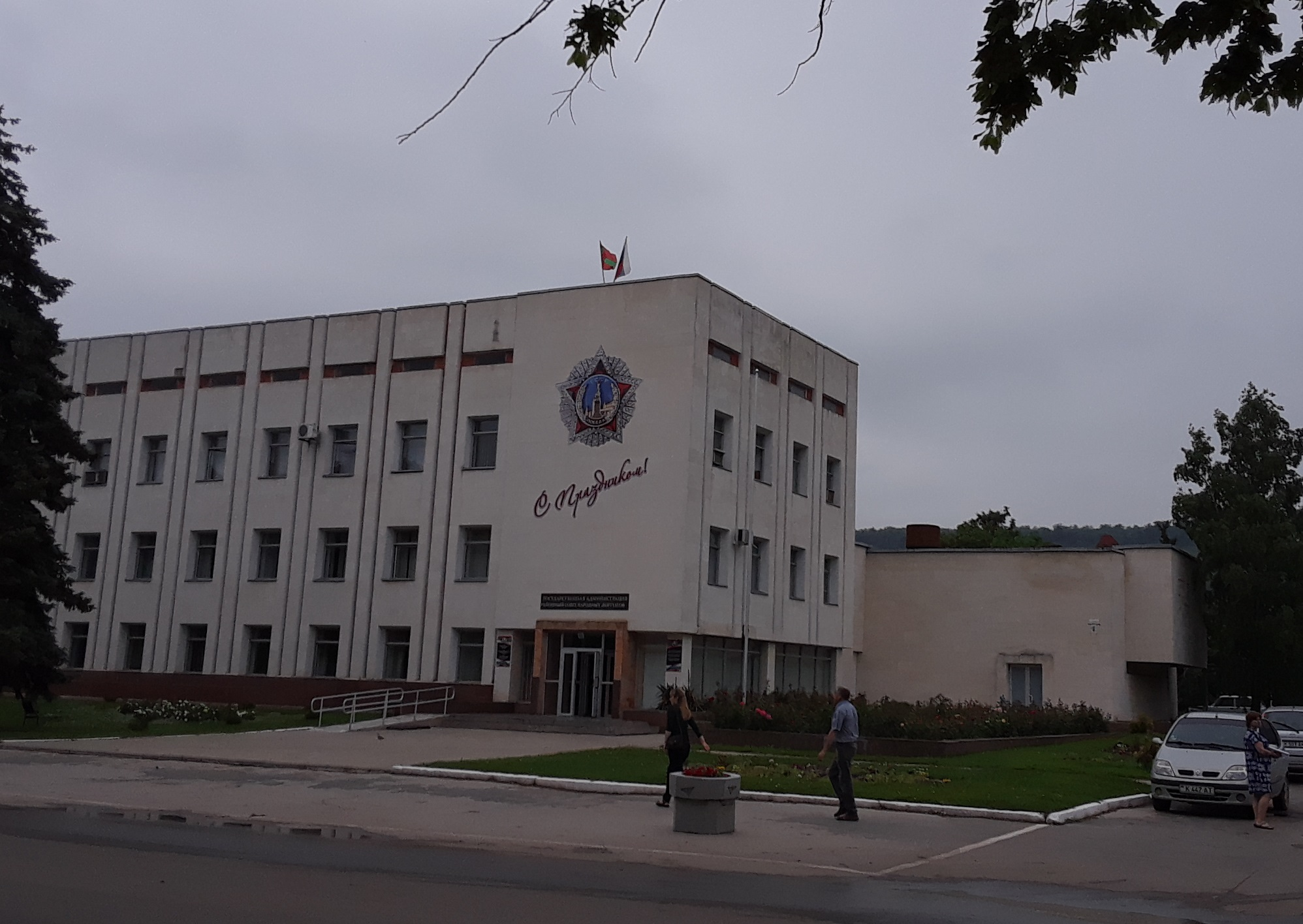
Edificio administrativo
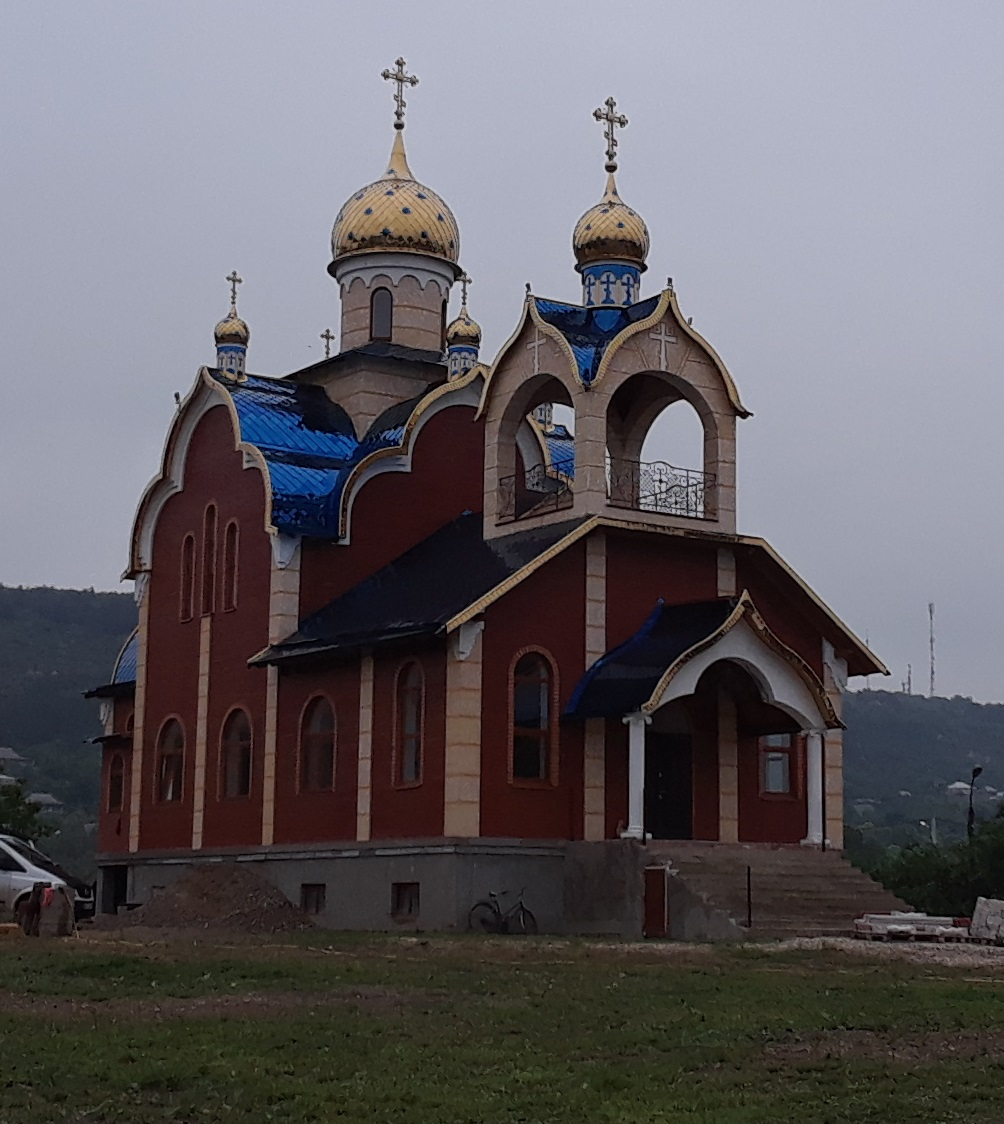
Iglesia del Tránsito de María
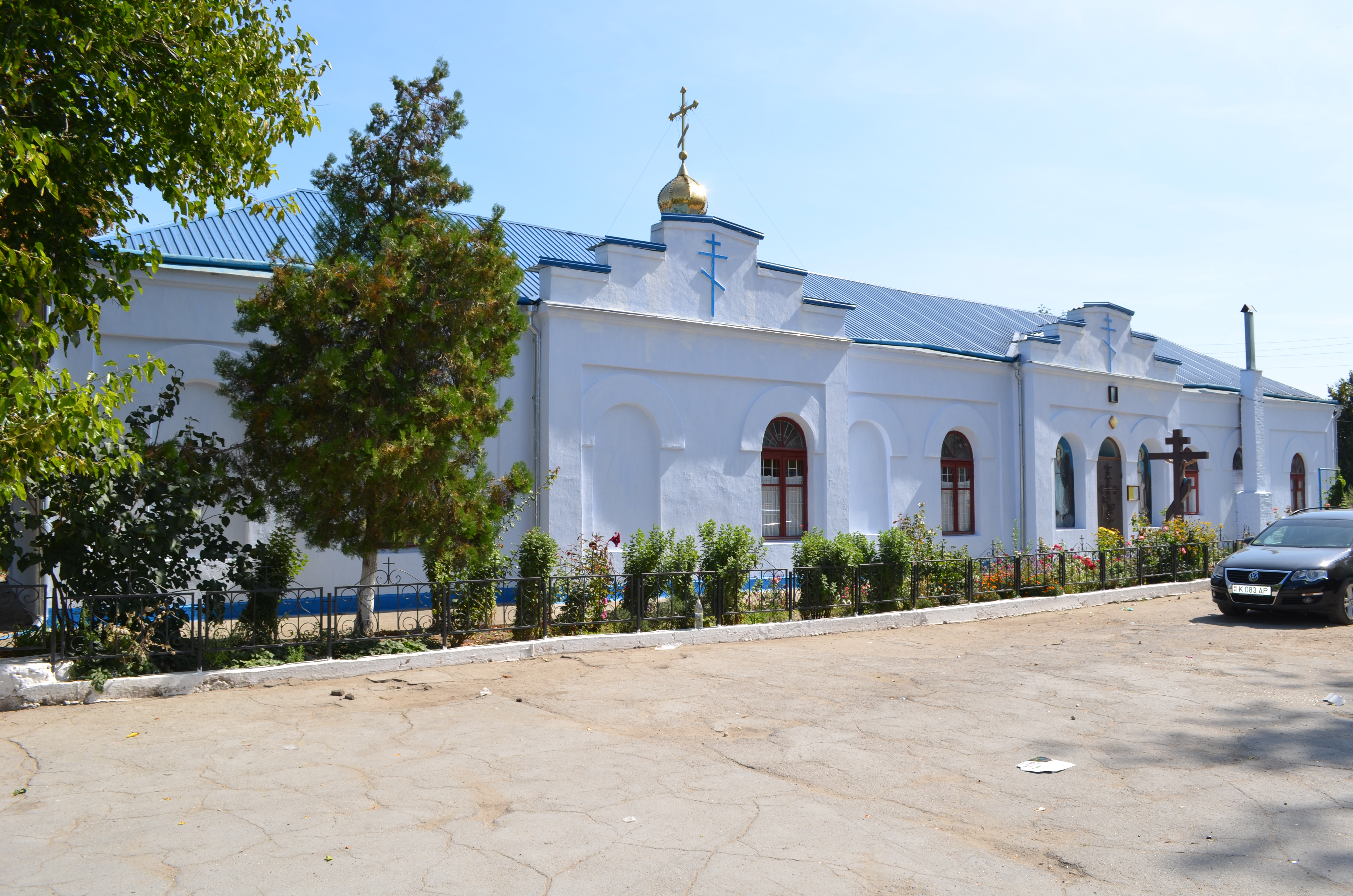
Iglesia
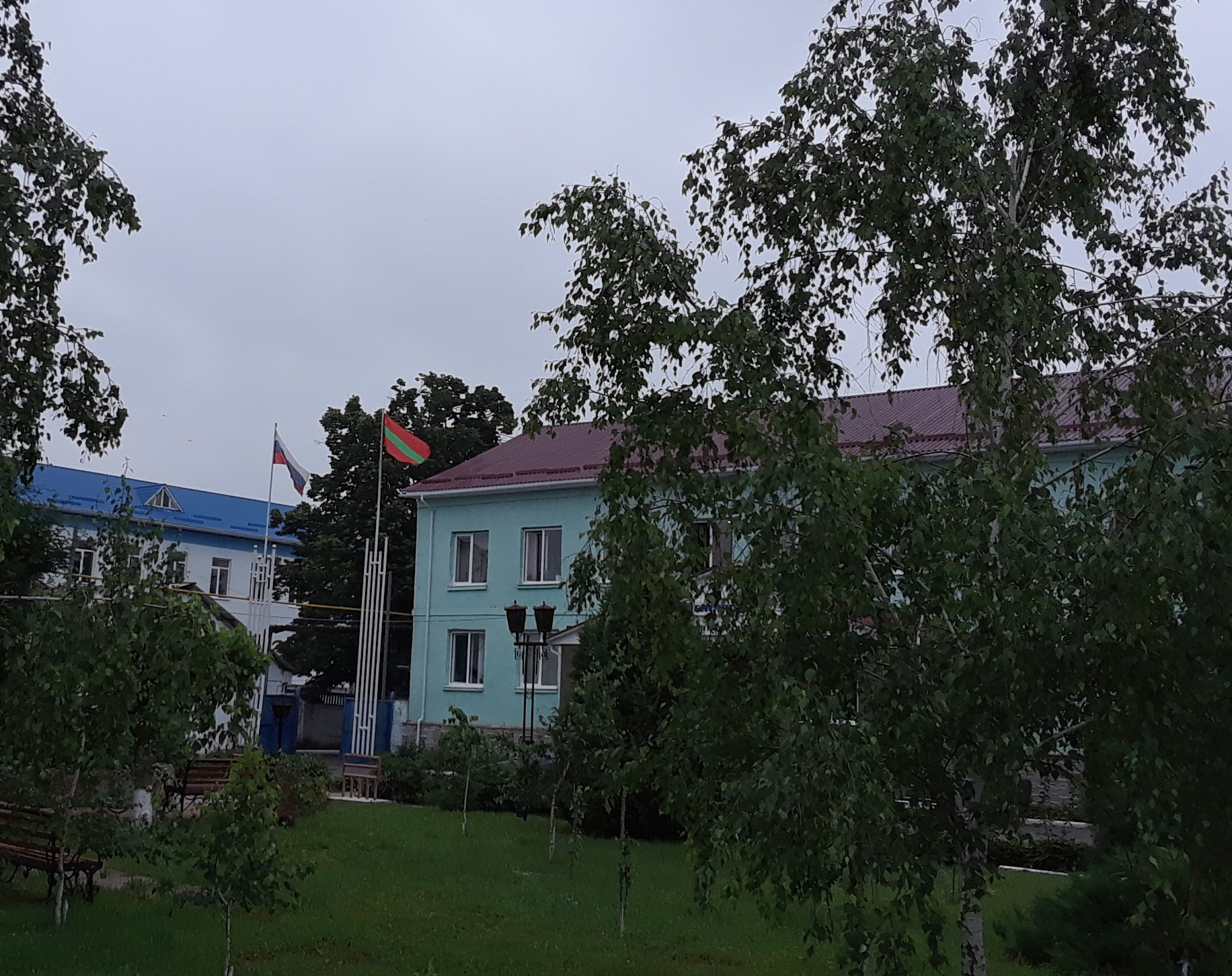
Comisaría de Cámenca
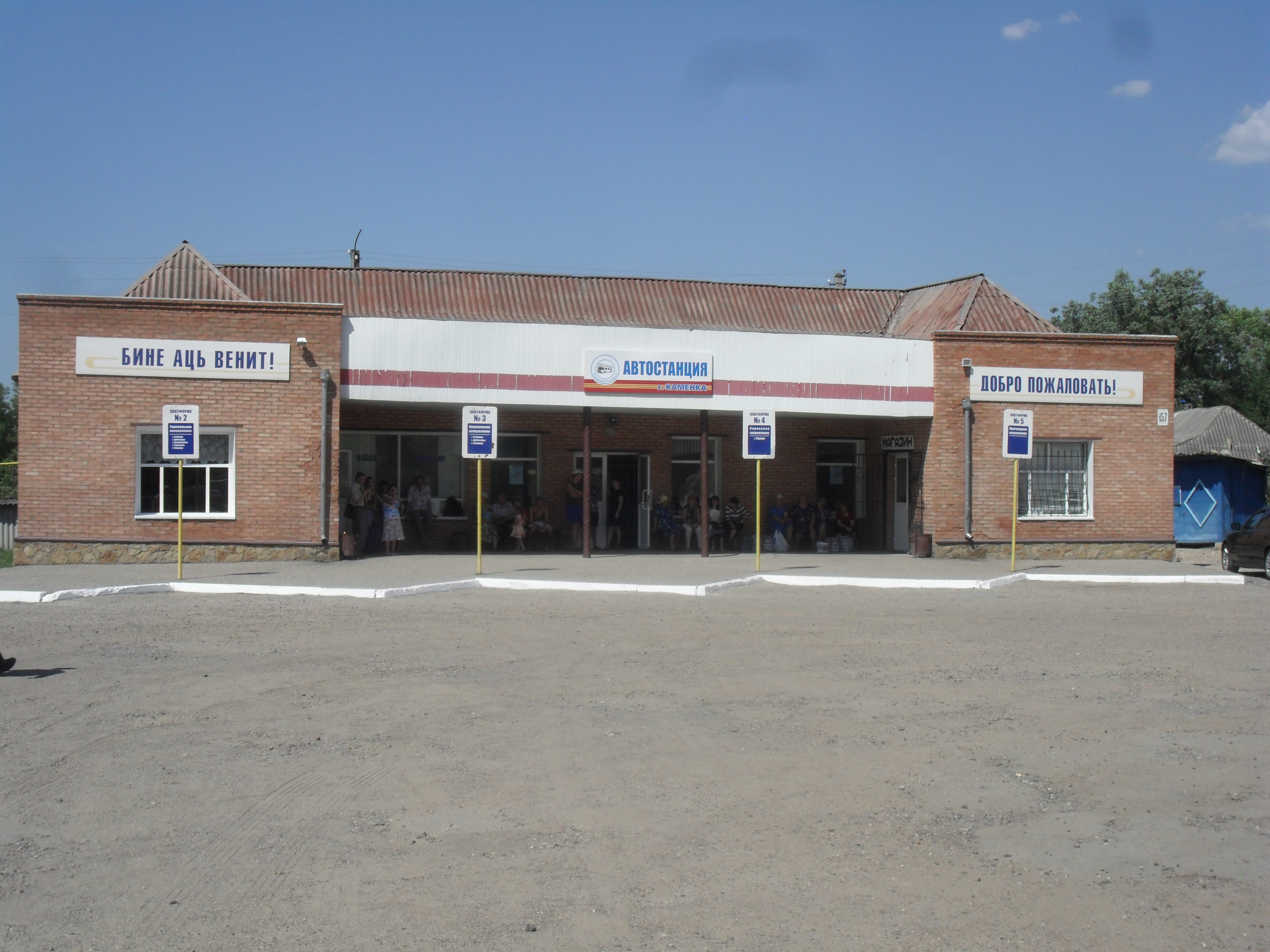
Estación de bus local